# Afacerea Tănase
Afacerea Tănase este un film românesc din 2013 regizat de Ionuț Teianu.

## Distribuție
- Virgil Tănase
- Paul Goma
- Matei Haiducu
- Nicolae Ceaușescu
- François Mitterand

## Primire
Filmul a fost vizionat de 2.130.000 de spectatori în cinematografele din România, după cum atestă o situație a numărului de spectatori înregistrat de filmele românești de la data premierei și până la data de 31 decembrie 2014 alcătuită de Centrul Național al Cinematografiei.